# Ruslan Šaveddinov
Ruslan Tabrizovič Šaveddinov (in russo Русла́н Табри́зович Шаведди́нов?; Liski, 22 luglio 1995) è un attivista, giornalista e blogger russo di origini azere.
È principalmente conosciuto per il suo ruolo da project manager della Fondazione Anti-corruzione (FBK) e come portavoce della campagna presidenziale di Aleksej Naval'nyj del 2018.

## Biografia
Ruslan Šaveddinov è nato il 22 luglio 1995 a Liski, nell'oblast di Voronež. Si è laureato all'Università internazionale indipendente di scienze ambientali e politiche di Mosca con specializzazione in diritti umani e attivismo civico.
Nel 2013, Šaveddinov si è unito come volontario alla campagna elettorale del candidato sindaco di Mosca Aleksej Naval'nyj e, in seguito, è entrato a far parte dello staff della Fondazione Anti-corruzione dello stesso. Nello stesso periodo, ha partecipato a proteste in sostegno del gruppo artistico femminista Pussy Riot, i cui principali membri erano stati imprigionati un anno prima per oltraggio alla religione.
Nel 2014, insieme ai colleghi della Fondazione Anti-corruzione, Šaveddinov ha condotto un'indagine sulle dacie di Vjačeslav Volodin e Sergej Neverov. Durante le riprese video dell'inchiesta, è stato aggredito da guardie di sicurezza private e trattenuto dalla polizia.
Nel dicembre 2016, Naval'nyj ha annunciato la sua candidatura alle elezioni presidenziali russe del 2018 e ha nominato Šaveddinov come suo portavoce per la campagna. Oltre ai compiti di portavoce, dal 2017 al 2018, quest'ultimo ha condotto lo show di notizie politiche Cactus sul canale YouTube Navalny Live.
Nel maggio 2018, Šaveddinov è stato eletto al comitato centrale del partito politico Russia del Futuro. Il comitato centrale includeva anche Ivan Ždanov, Roman Rubanov, Georgij Alburov, Ljubov' Sobol' ed altri.
Dopo aver partecipato alle proteste di Mosca del 2019, è stato incluso nella cosiddetta "lista nera" che lo ha bandito dall'edificio della Duma della città di Mosca. Un mese dopo dopo l'evento, è stato portato con la forza a servire presso una base militare a Novaja Zemlja.
Dal 2022, Šaveddinov è uno degli host del canale YouTube Popular Politics.

## Inchieste
Nel gennaio del 2019, Šaveddinov ha pubblicato un'inchiesta sulla corruzione dei campioni olimpici russi Aleksej Nemov e Svetlana Chorkina. Più tardi nello stesso anno, ha pubblicato un video su YouTube riguardante le attività finanziarie non dichiarate della vicesindaca di Mosca, Natal'ja Sergunina, a cui aveva precedentemente lavorato con Georgij Alburov e Kira Jarmyš. A febbraio del 2020, il video contava oltre 3 milioni di visualizzazioni su YouTube.
Un mese prima delle elezioni alla Duma di Stato del 2021, Šaveddinov, insieme ai soci di partito Artëm Ionov e Ivan Konovalov, ha pubblicato un'indagine sul viceministro della difesa, Andrej Kartapolov. Il gruppo ha accusato Kartapolov di aver coordinato il loro rapimento da parte dell'esercito. Nello stesso anno, Šaveddinov ha pubblicato un'altra investigazione sulle amanti degli ufficiali russi che lavoravano a stretto contatto con il presidente Vladimir Putin.

## Persecuzione
Nel gennaio del 2018, Šaveddinov e Jarmyš sono stati detenuti all'aeroporto di Šeremet'evo e arrestati per otto giorni per aver trasmesso in diretta le proteste pubbliche su Navalny LIVE. Nel maggio dello stesso anno, Šaveddinov è stato arrestato nuovamente e tenuto in custodia per 30 giorni per aver organizzato una serie di proteste anti-corruzione in tutta la Russia.
Nell'estate del 2019, ha partecipato alle proteste in sostegno del giornalista Ivan Godunov ed è stato arrestato per nove giorni. In seguito, nel luglio dello stesso anno, la polizia ha perquisito la sua casa per un caso di ostruzione delle commissioni elettorali prima delle elezioni del Consiglio della Città di Mosca. Un mese dopo, la polizia ha aperto un altro caso su Šaveddinov e i suoi colleghi dell'FBK per presunto riciclaggio di denaro ed evasione fiscale. I suoi conti bancari sono poi stati congelati a causa del procedimento penale.
Il 23 dicembre 2019, l'appartamento di Šaveddinov è stato privato dell'energia elettrica. La polizia ha poi abbattuto la porta d'ingresso sotto pretesto di una perquisizione. Di conseguenza, l'uomo è stato portato con la forza al Comitato Investigativo. Dopo essere stato interrogato, è stato scortato da un convoglio speciale a Novaja Zemlja, presso la 33° base missilistica antiaerea. Nel frattempo, l'operatore mobile Yota ha disconnesso il telefono cellulare di Šaveddinov. Poiché il telefono è rimasto spento per circa 16 ore quel giorno, i suoi colleghi dell'FBK lo hanno denunciato come persona scomparsa. Secondo l'inchiesta di The Insider, le autorità russe avevano precedentemente incaricato l'operatore mobile di monitorare qualsiasi azione sul suo numero. Aleksej Naval'nyj ha denunciato questo fatto come un atto illegale.
Šaveddinov ha riferito che durante il suo servizio militare era praticamente isolato dagli altri soldati e privato di qualsiasi contatto con il mondo esterno; sulla base non c'era copertura di rete e l'ufficio postale raramente consegnava le sue lettere ai destinatari. Inoltre, gli ufficiali punivano i suoi compagni di squadra per aver parlato con lui e le sue chiamate alla famiglia erano supervisionate dagli ufficiali e registrate su telecamera. Qualche mese dopo, Šaveddinov è stato riassegnato al servizio presso una postazione radio vicino a un sito di test nucleari, situato a 195 km dal centro abitato di Rogačevo e raggiungibile solo in elicottero.
La storia del rapimento di Šaveddinov ha creato grande risonanza pubblica perché l'attivista aveva una condizione medica che lo esentava dal servizio militare. Di conseguenza, un portale di informazione regionale, 29.RU, lo ha incluso nella sua "Top 10 degli uomini più discussi di Pomor'e nel 2020".
Nel gennaio 2021, poco dopo il suo ritorno dal servizio militare, Šaveddinov è stato arrestato all'aeroporto di Vnukovo. Lì, insieme a Ljubov' Sobol', avrebbe dovuto incontrare Aleksej Naval'nyj, che stava tornando dalla Germania dopo il suo avvelenamento.
Nel settembre 2021, il Comitato investigativo ha aperto una nuova indagine penale contro l'FBK. Šaveddinov e altri collaboratori sono stati accusati di estremismo. Oltre a tali accuse, nel gennaio 2022, Rosfinmonitoring ha incluso Šaveddinov nella lista degli estremisti e dei terroristi. Ad aprile 2022, è stato inserito nell'elenco federale dei ricercati.
Il 22 luglio 2022, il Ministero della giustizia russo ha aggiunto Šaveddinov all'elenco degli "agenti stranieri".

## Vita privata
La famiglia di Šaveddinov è di origine azera. Ha un fratello minore, Nikita. Dal 2020, ha una relazione con Kira Jarmyš, portavoce di Aleksej Naval'nyj.